# FK Hodonín
FK Hodonín (celým názvem: Fotbalový klub Hodonín) je český fotbalový klub, který sídlí v Hodoníně v Jihomoravském kraji. Klub byl založen v roce 1994, tehdy měl pod patronem pouze mládežnická družstva. Svůj mužský tým klub přihlásil do svazových soutěží až pro sezónu 2007/08 pod názvem FK Šardice „B“. Roku 2010 se přejmenoval na RSM Hodonín a ke konci roku 2014 na FK Hodonín. V sezoně 2021/22 se stal mistrem Divize D a postoupil do třetí nejvyšší soutěže. Majitelem klubu je miliardář Karel Komárek.
Klubové barvy jsou černá a červená.
Po sezoně 2014/15 trenéra Maria Rossiho vystřídal František Komňacký. Na jaře 2018 tým trénoval Tomáš Polách. Na podzim 2018 vedl tým Jiří Dekař (1.–13. kolo) a Igor Matušek (14.–15. kolo), od jara 2019 je trenérem Pavol Švantner (asistent Igor Matušek, masér Zdeněk Lorenc).

## Historické názvy
Zdroj: 
- 2007 – FK Šardice „B“ (Fotbalový klub Šardice „B“)
- 2009 – RSM Hodonín–Šardice (Regionální středisko mládeže Hodonín–Šardice)
- 2010 – RSM Hodonín (Regionální středisko mládeže Hodonín)
- 2014 – FK Hodonín (Fotbalový klub Hodonín)

## Umístění v jednotlivých sezonách
Stručný přehled
Zdroj: 
- 2007–2009: I. A třída Jihomoravského kraje – sk. B
- 2009–2010: Přebor Jihomoravského kraje
- 2010–2017: Divize D
- 2017–2019: Moravskoslezská fotbalová liga
- 2019–2022 : Divize E
- 2022–: Moravskoslezská fotbalová liga

Jednotlivé ročníky
Zdroj: 
Legenda: Z – zápasy, V – výhry, R – remízy, P – porážky, VG – vstřelené góly, OG – obdržené góly, +/− – rozdíl skóre, B – body, červené podbarvení – sestup, zelené podbarvení – postup, fialové podbarvení – reorganizace, změna skupiny či soutěže
| Česko (2007 – ) |                                         |        |    |    |    |    |    |    |     |    |        |
| Sezóny          | Liga                                    | Úroveň | Z  | V  | R  | P  | VG | OG | +/− | B  | Pozice |
| 2007/08         | I. A třída Jihomoravského kraje – sk. B | 6      | 26 | 11 | 4  | 11 | 38 | 35 | +3  | 37 | 7.     |
| 2008/09         | I. A třída Jihomoravského kraje – sk. B | 6      | 26 | 20 | 3  | 3  | 56 | 15 | +41 | 63 | 1.     |
| 2009/10         | Přebor Jihomoravského kraje             | 5      | 30 | 7  | 8  | 15 | 40 | 60 | −20 | 29 | 13.    |
| 2010/11         | Divize D                                | 4      | 30 | 14 | 7  | 9  | 55 | 37 | +18 | 49 | 5.     |
| 2011/12         | Divize D                                | 4      | 30 | 10 | 5  | 15 | 37 | 55 | −18 | 35 | 12.    |
| 2012/13         | Divize D                                | 4      | 28 | 10 | 6  | 12 | 33 | 33 | 0   | 36 | 7.     |
| 2013/14         | Divize D                                | 4      | 30 | 7  | 14 | 9  | 37 | 41 | −4  | 35 | 11.    |
| 2014/15         | Divize D                                | 4      | 30 | 13 | 7  | 10 | 55 | 34 | +21 | 46 | 6.     |
| 2015/16         | Divize D                                | 4      | 30 | 16 | 8  | 6  | 69 | 42 | +27 | 56 | 2.     |
| 2016/17         | Divize D                                | 4      | 30 | 23 | 4  | 3  | 90 | 34 | +56 | 73 | 1.     |
| 2017/18         | Moravskoslezská fotbalová liga          | 3      | 30 | 12 | 7  | 11 | 54 | 52 | +2  | 43 | 6.     |
| 2018/19         | Moravskoslezská fotbalová liga          | 3      | 30 | 10 | 5  | 15 | 43 | 43 | 0   | 35 | 13.    |
| ** 2019/20      | Divize E                                | 4      | 13 | 7  | 4  | 2  | 27 | 10 | +17 | 25 | 4.     |
| ** 2020/21      | Divize D                                | 4      | 10 | 6  | 3  | 1  | 27 | 9  | +18 | 21 | 2.     |
| 2021/22         | Divize D                                | 4      | 26 | 22 | 2  | 2  | 75 | 16 | +59 | 68 | 1.     |
| 2022/23         | Moravskoslezská fotbalová liga          | 3      | 34 | 16 | 7  | 11 | 56 | 47 | +9  | 55 | 6.     |
| 2023/24         | Moravskoslezská fotbalová liga          | 3      | 34 | 13 | 9  | 12 | 44 | 48 | -4  | 48 | 8.     |
| 2024/25         | Moravskoslezská fotbalová liga          | 3      | 34 | 15 | 12 | 7  | 63 | 53 | +10 | 57 | 4.     |

Poznámky:
- 2009/10: Mimořádný postup do Divize D místo odstoupivších Šardic.

**= sezona předčasně ukončena z důvodu pandemie covidu-19.

## FK Hodonín „B“
FK Hodonín „B“ byl rezervním týmem Hodonína, který byl naposledy účastníkem Okresního přeboru Hodonínska v sezoně 2019/20.

### Umístění v jednotlivých sezonách
Stručný přehled
Zdroj:
- 2018–2019: Okresní soutěž Hodonínska – sk. A
- 2019–2020 : Okresní přebor Hodonínska

Jednotlivé ročníky
Zdroj:
Legenda: Z – zápasy, V – výhry, R – remízy, P – porážky, VG – vstřelené góly, OG – obdržené góly, +/− – rozdíl skóre, B – body, červené podbarvení – sestup, zelené podbarvení – postup, fialové podbarvení – reorganizace, změna skupiny či soutěže
| Česko (2018 – ) |                                             |                                             |                                             |                                             |                                             |                                             |                                             |                                             |                                             |                                             |                                             |                                             |
| Sezóny          | Liga                                        | Úroveň                                      | Z                                           | V                                           | R                                           | P                                           | VG                                          | OG                                          | +/−                                         | B                                           | Pozice                                      |                                             |
| 2018/19         | Okresní soutěž Hodonínska – sk. A           | 9                                           | 22                                          | 18                                          | 3                                           | 1                                           | 98                                          | 19                                          | +79                                         | 57                                          | 1.                                          |                                             |
| ** 2019/20      | Okresní přebor Hodonínska                   | 8                                           | 13                                          | 9                                           | 1                                           | 3                                           | 35                                          | 18                                          |                                             | 28                                          | 2.                                          |                                             |
| 2020/21         | B-mužstvo nebylo přihlášeno v žádné soutěži | B-mužstvo nebylo přihlášeno v žádné soutěži | B-mužstvo nebylo přihlášeno v žádné soutěži | B-mužstvo nebylo přihlášeno v žádné soutěži | B-mužstvo nebylo přihlášeno v žádné soutěži | B-mužstvo nebylo přihlášeno v žádné soutěži | B-mužstvo nebylo přihlášeno v žádné soutěži | B-mužstvo nebylo přihlášeno v žádné soutěži | B-mužstvo nebylo přihlášeno v žádné soutěži | B-mužstvo nebylo přihlášeno v žádné soutěži | B-mužstvo nebylo přihlášeno v žádné soutěži | B-mužstvo nebylo přihlášeno v žádné soutěži |

**= sezona předčasně ukončena z důvodu pandemie covidu-19.